# Рауш (Давлекановский район)
Рауш (баш. Рауш) — хутор в Давлекановском районе Республики Башкортостан Российской Федерации. Входит в состав Рассветовского сельсовета.

## География

### Географическое положение
Расстояние до:
- районного центра (Давлеканово): 12 км,
- центра сельсовета (Рассвет): 6 км,
- ближайшей ж/д станции (Давлеканово): 12 км.

## Население
| 2002 | 2009 | 2010 |
| ---- | ---- | ---- |
| 149  | ↘148 | ↘138 |

Согласно переписи 2002 года, преобладающая национальность — русские (60 %).